# هاتون سایو کاسا
هاتون سایو کاسا (به اسپانیایی: Hatun Suyu Q'asa) یک کوه در پرو است که در پرو واقع شده‌است. هاتون سایو کاسا ۴٬۴۰۰ متر بالاتر از سطح دریا واقع شده‌است.